# 佐波留島
佐波留島（さばるじま）は、三重県尾鷲市行野浦にある島（無人島）である。

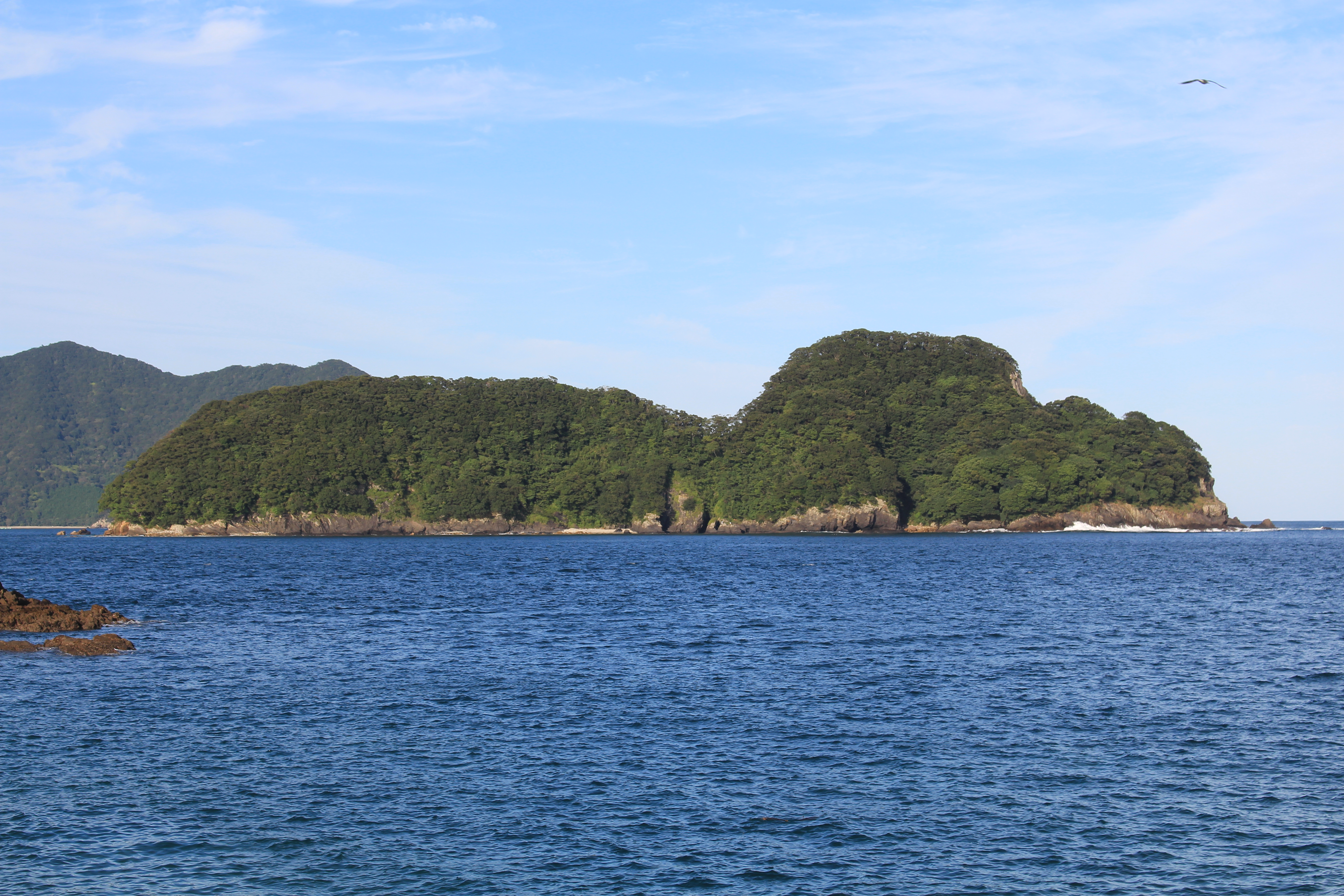
横から見た佐波留島。

## 概要
島の広さは4.65haであり、尾鷲市にある尾鷲湾の東側に位置する。島自体は尾鷲市が所有している。島内全体が、クロマツ、アカマツ、スダジイなどの常緑樹林で覆われており、クロサギなどのサギが生息している。佐波留島は、1969年3月28日に、史跡名勝記念物に指定された。佐波留島の地質は、尾鷲側と太平洋側でそれぞれ異なっており、尾鷲側は砂層や泥岩、太平洋側は花崗斑岩でできている。
横から見た島の形が、ムーミンが横たわったような形に見えることから、ムーミン島と呼ばれることがある。
また、佐波留島周辺が、海釣りスポットになっている。